# Pangasius rheophilus
Pangasius rheophilus ist eine Fischart aus der Gattung Pangasius innerhalb der Familie der Haiwelse. Die Art kommt endemisch in Ost-Borneo vor.

## Merkmale
Pangasius rheophilus erreicht eine Körperlänge von etwa 78 cm. Von den anderen Arten der Gattung unterscheidet er sich durch eine Gaumenbezahnung, die aus einer großen Platte am Pflugscharbein besteht, die von zwei schmalen Platten an den Gaumenbein umrandet wird. Die Körperbreite erreicht 15 bis 17 % der Kopfrumpflänge, die Länge vor der Rückenflosse 34,6 bis 36,1 %.

## Lebensweise
Die Art besiedelt Frischwasserbereiche nahe der Flussmündung und Wasserbecken in Meeresnähe. Sie findet sich sowohl in stillem als auch in schnell strömendem Wasser. Ausgewachsene Tiere finden sich nur in strömendem Wasser und können Wasserfälle springend überwinden.
Als Nahrung dienen bei Jungtieren wahrscheinlich vorwiegend Weichtiere, während ältere Tiere auch kleinere Fische fangen und Früchte fressen.